# Auburn (Nebraska)
Pour les articles homonymes, voir Auburn.
La ville d’Auburn est le siège du comté de Nemaha, dans l’État du Nebraska, aux États-Unis.